# Угинде
Угинде (луговомар. Угинде пайрем; «праздник нового хлеба»: от луговомар. У — «новый» и луговомар. Кинде — «хлеб»; сев.-зап. мар. Угинтӹ пӹрӓзньӹк) — марийский национальный праздник, начинал цикл обрядов и праздников, связанных с осенними уборочными работами: жатвой, обмолотом хлеба и с его потреблением.
Главная идея праздника — поблагодарив богов за новый урожай, заручиться их благосклонностью и обеспечить в будущем свою семью хлебом, иметь достаток и неистощимость в продуктах питания. Отмечался праздник в каждом доме как семейное моление. Его проведение считалось обязательным. Православные марийцы молились в церкви и освящали новое зерно. В этот день принято было печь хлеб их зерна первого снопа и варить пиво.